# 庄原さとやま博
庄原さとやま博（しょうばらさとやまはく）は、2010年10月3日から2011年11月30日まで広島県庄原市にて約1年2カ月間に掛けて行われたまち博。
メインは庄原市全域をフィールドとした体験メニュー。
ちなみに庄原市は西日本一広い面積を誇る自治体。

## キャラクター
- 本名：里山博士（さとやまひろし）　愛称：キョロやまくん